# Guillermo Ochoa
Guillermo Ochoa (Guadalajara, 13. srpnja 1985.) meksički je vratar koji trenutačno nastupa za portugalski AVS.

## Klupska karijera

### Ajaccio
Poslije osam godina u timu Club América, Ochoa počinje braniti 9. srpnja 2011. za AC Ajaccio, potpisavši trogodišnji ugovor u Ligue 1.

### Standard Liège
Meksikanac je u srpnju 2017. godine potpisao za belgijskog prvoligaša Standard Liège na jednu godinu.

## Vanjske poveznice
- Profil, Soccerway